# اندیس حصارویه (دوران کرتاسه بالایی)
حصارویه* یک اندیس فلزی است که در حوالی شهر حاجی آباد استان سیستان و بلوچستان قرار دارد و مادهٔ معدنی موجود در آن، مس است.سنگ میزبان این اندیس کالردملانژ است و دیرینگی آن به دوران کرتاسه بالایی می‌رسد.